# Bera Károly
Bera Károly (Ózd, 1940 – 2004) grafikus, festőművész.

## Élete és munkássága
Tehetsége korán megmutatkozott, amit már általános iskolai tanárai is felfedeztek. Ekkor Budapestre kerülve a Derkovits Képzőművészeti Kör tagja lett, ahol Kunt Ernő Munkácsy-díjas festőművész irányításával éveken keresztül csiszolta rajztudását. 1967-től rendszeresen közreműködött rajzfilmek készítésében, külföldi díjat is nyert, majd 1970-től a Pannónia Filmstúdió munkatársa lett. A rajzolástól azonban nem mondott le, figyelme ekkor fordult a rajzfilmek felé.
1970-ben érte el első szakmai sikerét is, a Várnában megrendezett nemzetközi filmfesztiválon harmadik helyezést ért el egy rövid reklám rajzfilmmel. Ettől kezdve a Pannónia Filmstúdióban is többször megfordult, ahol Dargay Attila és Gémes József rajzfilmrendezők segítették tanácsaikkal.
A rendszerváltás után, 1992-ben fiával, dr. Bera Károllyal együtt megalapította a debreceni Graph-Art kiadót, ez az első időben grafikai stúdióként működött, és a Lap-Ics Könyvkiadó első számú grafikusaként szerzett megbecsülést.
Széles körű szakmai tudását jelzi, hogy a sci-fi témájú képektől a nagy történelmi tablóig minden stílusban alkotott már maradandót. A Honfoglalás és őstörténet című kiadványba készített festményeivel pedig László Gyula professzor szakmai dicséretét is kivívta, azonban mégis a gyermekeknek szóló könyvek illusztrálása állt a szívéhez legközelebb. A mesék, a gyermekversek, dalok ihlette illusztrációi, melyek a mai rajzfilmek ízlésvilágát tükrözik, pedagógiai és művészeti szempontból is olyan értéket képviselnek Magyarországon, amit nemcsak a gyermekek, de a szülők, nevelők is elismernek.
Élete során több száz kép került ki kezei közül. 2004-ben, 64 évesen érte a halál.